# Hott 22
Gli Hott 22 sono un duo newyorkese di musica house composto da Chris Malinchak e DJ Greg Bahary.

## Discografia

### Uscite
- Summer In The City ◄ (2 versions) 	  	Gossip Records 	2002
- Summer In The City (12") 	  	Gossip Records 	2002
- Summer In The City (12", Promo) 	  	Gossip Records 	2002
- The Funky Women ◄ (3 versions) 	  	Gossip Records 	2002
- The Funky Women (12") 	  	Gossip Records 	2002
- The Funky Women (12", Promo) 	  	Gossip Records 	2002
- The Funky Women (12", TP) 	  	Gossip Records 	2002
- Perfect Love ◄ (2 versions) 	  	Gossip Records 	2003
- Perfect Love (12") 	  	Gossip Records 	2003
- Perfect Love (12", Promo) 	  	Gossip Records 	2003
- Two Funky Guys ◄ (2 versions) 	  	Gossip Records 	2003
- Two Funky Guys (12") 	  	Gossip Records 	2003
- Two Funky Guys (12", Promo) 	  	Gossip Records 	2003
- 4 Da Luv (12") 	  	Gossip Records 	2004
- Ain't No Love ◄ (3 versions) 	  	Gossip Records ... 	2004
- Ain't No Love (12") 	  	Gossip Records 	2004
- Ain't No Love (12", Promo) 	  	Gossip Records 	2004
- Ain't No Love (12") 	  	Cassagrande 	2005
- The Moon And The Spoon (12") 	  	Gossip Records 	2004
- Before I Let You In / 8th Wonder (12") 	  	Gossip Records 	2005
- Cassagrande E.P. (12", EP) 	  	Cassagrande 	2005
- I Feel Love (12") 	  	Gossip Records 	2005
- Feel So Good (12") 	  	Gossip Records 	2006
- Just Friends (12") 	  	Gossip Records 	2007
- No Promises (Part 2) (Maxi) ◄ (2 versions) 	  	Gossip Records 	2008
- No Promises (Part 2) (12", Maxi) 	  	Gossip Records 	2008
- No Promises (File, MP3, Maxi) 	  	Gossip Records 	2008
- Want You (12") 	  	Gossip Records 	2008
- Wicked Games (12") 	  	Gossip Records 	2009

### Remix
- Crazy Love (Maxi) ◄ (4 versions) 	Crazy Love (Hott 22's ... 	Gossip Records ... 	2002
- So Fly (Remixes) (12") 	So Fly (Hott 22 So Fly... 	M (4) 	2002
- All The Way Down ◄ (2 versions) 	All The Way Down (Hott... 	Gossip Records ... 	2003
- Back Together ◄ (2 versions) 	Back Together (Hott 22... 	Soulfuric Recordings 	2003
- President's House (12") 	President's House (Hot... 	King Street Sounds 	2003
- Time Will Tell (12") 	Time Will Tell (Hott 2... 	Gossip Records 	2003
- Can't You See (12") 	Can't You See (Hott 22... 	MAP Dance 	2004
- Love Is All We Need ◄ (2 versions) 	Love Is All We Need (H... 	Gossip Records 	2004
- Love Will Be Our Guide ◄ (2 versions) 	Love Will Be Our Guide... 	ITH Records 	2004
- On Tha Floor ◄ (2 versions) 	On Tha Floor (HOTT 22 ... 	Gossip Records 	2004
- Stand Up ◄ (3 versions) 	Stand Up (Hott 22 2004... 	Gossip Records ... 	2004
- Stupidisco (Remixes) (Maxi) ◄ (7 versions) 	Stupidisco (Hott 22 Mix) 	Defected ... 	2004
- Trust It (CD, Album) 	Stupidisco (Hott 22 Ma... 	Nettwerk America 	2004
- Up & Down (Maxi) ◄ (4 versions) 	Up & Down (Hott 22 Voc... 	Positiva 	2004
- Double House Vol. 7 (CD, Mixed) 	Time And Time Again (H... 	OXA 	2005
- Play It ◄ (2 versions) 	Play It (Hott 22 Vocal... 	Soul Love ... 	2005
- Sugar Daddy (Maxi) ◄ (2 versions) 	Sugar Daddy (Hott22 Mix) 	Razor & Tie 	2005
- Sunshine Paradise (Hott 22 Remix) (12") 	Sunshine Paradise (Hot... 	Darkness (2) 	2005
- Thunder In My Heart Again (Maxi) ◄ (10 versions) 	Thunder In My Heart Ag... 	free2air Recordings ... 	2005
- Time And Time Again (Part III) (Junior Jack Mix) (12") 	Time And Time Again (H... 	NO2 	2005
- Walking On Sunshine ◄ (2 versions) 	  	Gossip Records ... 	2005
- Helpless (12") 	  	Gossip Records 	2006
- Joy ◄ (2 versions) 	Joy (Hott 22 Remix) 	Gossip Records 	2006
- Keep On Tryin' ◄ (2 versions) 	Keep On Tryin' (Hott 2... 	Boss ... 	2006
- Need Your Lovin (12", Promo) 	Need Your Lovin (Hott ... 	Gossip Records 	2006
- Ain't No Love (Hott 22... 	Seamless Recordings, Gossip Records 	2007
- I Want You (12") 	I Want You (Hott 22 Re... 	Gossip Records 	2007
- Sunset To Sunrise (CD, Maxi, Promo, Car) 	Sunset To Sunrise (Hot... 	All Around The World 	2007
- Teardrops ◄ (3 versions) 	Teardrops (Hott 22 Remix) 	Adhesive ... 	2007
- You Don't Know (Maxi) ◄ (5 versions) 	You Don't Know (Hott 2... 	Stoney Boy Music ... 	2007
- Sinister Subconscious ... 	Gossip Records 	2008
- Perfect Union (12") 	Perfect Union (Hott 22... 	Gossip Records 	2008
- Just Friends (Hott 22 ... 	Armada Digital 	2008
- The One (CDr, Promo) 	The One (Hot 22 Remix) 	Data Records 	2008
- Goodbye (CD, Promo) 	Goodbye (Hott 22 Radio... 	Island Records 	2009
- Just Dance (CD, Comp, Mixed) 	Mercy (Hott 22 Vocal R... 	Ultra Records, Island Def Jam Music Group 	2009
- Say It (Single, Maxi) ◄ (4 versions) 	Say It (Hot 22 Remix) 	Hed Kandi Records ... 	2009

### Produzioni
- CityLife - Volume 2: Underground New York (2xCD, Comp, Mixed) 	Dreamscape 	Seamless Recordings 	2006

### Apparizioni
- Re:Vision (Greatest Remix Vol.2) (2xCD, Album) 	Shake (Hott 22 Club Mix) 	For Life Records 	2002
- Hotel Arena Tonight (CD, Comp, Mixed) 	Sunshine Daze 	Black Hole Recordings 	2003
- Mixed Live 2nd Session: The Gallery @ Turnmills, London UK (CD, Comp, Mixed + DVD, Comp, Mixed) 	Sugar 	Moonshine Music 	2003
- Stupidisco (Maxi) ◄ (2 versions) 	Stupidisco (Hott 22 Ma... 	Play It Again Sam [PIAS] 	2004
- Stupidisco (12") 	Stupidisco (Hott 22 Ma... 	Play It Again Sam [PIAS], Play It Again Sam [PIAS] 	2004
- Stupidisco (CD, Maxi) 	Stupidisco (Hott 22 Ma... 	Play It Again Sam [PIAS], Play It Again Sam [PIAS] 	2004
- Time And Time Again (Hott 22 Remix) (12") 	Time And Time Again (H... 	NO2 	2004
- CityLife - Volume 2: Underground New York (2xCD, Comp, Mixed) 	Make Up Your Mind, 8th... 	Seamless Recordings 	2006
- Helpless (12") 	Helpless (Hott 22 Isle... 	Lickin' Records 	2006
- The Flavour The Vibe (Comp) ◄ (2 versions) 	Helpless (Hott 22 Remix) 	Moist Music ... 	2006
- The Flavour The Vibe (2xCD, Comp, Mixed) 	Helpless (Hott 22 Remix) 	Moist Music 	2006
- The Flavour The Vibe (2xCD, Comp, Mixed) 	Helpless (Hott 22 Remix) 	Armada Music, Stoney Boy Music 	2006
- Thunder In My Heart Again (CD, Maxi, Enh) 	Thunder In My Heart Ag... 	Apollo Recordings, Island Records 	2006
- Teardrops (12") 	Teardrops (Hott 22 Remix) 	Update Records 	2007
- You Don't Know (12") 	You Don't Know (Hott 2... 	Net's Work International 	2007

### Tracce apparse in
- Fresh House Flava 5 (CD) 	Sunshine Daze 	House Afrika Records 	2002
- Muschihaus Volume Four (2xCD, Comp) 	Dreamscape (Original Mix) 	BMG Ariola Media GmbH, Modul 	2002
- Soulfuric Sessions (2xCD, Comp, Mixed) 	Dreamscape, Sunshine Daze 	Defected 	2002
- Soulfuric Sessions - Compiled by Jazz 'N' Groove (3xLP) 	Dreamscape 	Defected 	2002
- Supalova Club Compilation Part 3 (CD, Mixed, Comp) 	Voices In The Street 	Dream Beat 	2002
- Hotel Arena Tonight (CD, Comp, Mixed) 	Sunshine Daze 	Black Hole Recordings 	2003
- Mixed Live 2nd Session: The Gallery @ Turnmills, London UK (CD, Comp, Mixed + DVD, Comp, Mixed) 	Sugar 	Moonshine Music 	2003
- Amnesia Paris Vol.01 (CD, Mixed, Comp) 	4 Da Luv 	Pool e Music 	2004
- HouseMixed Volume 1 (2xCD) 	4 Da Luv (Original Mix) 	UBL Recordings 	2004
- Mash Chapter 3 (2xCD) 	The Moon And The Spoon 	Le Bien Et Le Mal 	2004
- Underdog (CD) 	That's A Groove 	Society Heights 	2004
- House Of OM (Comp) ◄ (3 versions) 	8th Wonder 	OM Records ... 	2005
- House Of OM (2xCD, Comp, Mixed) 	8th Wonder 	OM Records 	2005
- House Of OM (2xCD, Mixed, Promo) 	8th Wonder 	OM Records 	2005
- House Of OM (2xCD, Mixed) 	8th Wonder 	Pravitelstvo Zvuka 	2005
- Luxury House For A Passionate Beginning With Summer (CD) 	4 Da Luv 	Luxury House 	2005
- Montreal Departure (CD, Comp, Mixed + CD, Comp) 	Make Up Your Mind 	Transport Recordings 	2005
- Renaissance Presents Pacha Ibiza Vol 2 (3xCD, Mixed, Comp) 	Ain't No Love 	Renaissance 	2005
- Spring Sampler 2005 (CD, Mixed, Comp) 	Ain't No Love (Hott 22... 	Hed Kandi Records 	2005
- Stereo Sushi Vs. Teriyaki (2xCD, Comp) 	Ain't No Love (Hott 22... 	Stereo Sushi 	2005
- CityLife - Volume 2: Underground New York (2xCD, Comp, Mixed) 	Dreamscape, Make Up Yo... 	Seamless Recordings 	2006
- Disco Heaven HK 58 (Comp) ◄ (2 versions) 	I Feel Love 	Hed Kandi Records 	2006
- Disco Heaven HK 58 (2xCD, Comp) 	I Feel Love 	Hed Kandi Records 	2006
- Disco Heaven HK 58 (2xCD, Promo, Comp) 	I Feel Love 	Hed Kandi Records 	2006
- Hed Kandi World Series Live: Paris (2xCD, Mixed, Comp) 	Make Up Your Mind 	Hed Kandi Records 	2006
- Luxury House For A Relaxed Mood (CD, Comp, Mixed) 	I Feel Love 	Luxury House 	2006
- Papagayo 2 Saint-Tropez (CD, Comp + CD, Album, Jer) 	Ain't No Love 	Cool Sound Music 	2006
- Tokyo Disco (Comp) ◄ (2 versions) 	No Promises 	Fierce Angel Records 	2006
- Tokyo Disco (3xCD, Comp) 	No Promises 	Fierce Angel Records 	2006
- Tokyo Disco (3xCD, Comp) 	No Promises 	Fierce Angel Records 	2006
- Bargrooves - Members Only (2xCD, Comp, Mixed, Ltd) 	Ain't No Love (Hott 22... 	Seamless Recordings, Gossip Records 	2007
- Club Azuli Ibiza 2007 (Unmixed DJ Format) (2xCD) 	Just Friends 	Azuli Records 	2007
- Es Vive Ibiza 2007 (3xCD, Mixed, Comp) 	Just Friends (Original... 	Fierce Angel Records 	2007
- Hed Kandi The Mix: 2008 (3xCD, Comp, Mixed) 	No Promises 	Hed Kandi Records 	2007
- Housexy Housewarming (2xCD, Comp, Mixed, Gat) 	Just Friends 	Housexy 	2007
- Housexy Summer In The City (2xCD, Comp, Mixed) 	Before I Let You In 	Housexy 	2007
- The Mix: Summer 2007 (3xCD, Comp, Mixed) 	Just Friends 	Hed Kandi Records 	2007
- A Taste Of Winter 2009 (CD) 	Something Real 	Hed Kandi Records 	2008
- Gossip All-Stars (12") 	Something Real 	Gossip Records 	2008
- Hed Kandi DJ Sampler Volume 6 (12", Smplr, Promo) 	Something Real (Origin... 	Hed Kandi Records 	2008
- Hed Kandi The Mix: Summer 2008 (3xCD, Comp, Mixed) 	Something Real, No Pro... 	Hed Kandi Records 	2008
- Housexy The After Party (2xCD, Comp, Mixed) 	Feels So Good 	Housexy 	2008
- Sexy Enough (2xCD, Comp, Mixed) 	No Promises (Thomas Go... 	High Note Records 	2008
- Summer Mix: 2008 (2xCD, Comp, Mixed) 	Something Real 	Hed Kandi Records (America) 	2008
- Summer Sampler 2008 (CDr, Smplr, Promo) 	Something Real (Club Mix) 	Hed Kandi Records 	2008
- The Flavour, The Vibe Vol 2 (2xFile, MP3, Comp, Mixed) 	Just Friends (Hott 22 ... 	Armada Digital 	2008
- The Flavour, The Vibe Vol 2 (2xCD, Album, DIG) 	Just Friends (Hott 22 ... 	Правительство Звука 	2008
- The Mix: USA 2009 (2xCD, Comp, Mixed) 	No Promises (Thomas Go... 	Hed Kandi Records (America) 	2008
- Up Beat -Love Strings- (CD, Mixed) 	No Promises (Thomas Go... 	Farm Records 	2009
- The Amazon Groove (30xFile, MP3, Smplr, 256) 	Wicked Game 	Ioda 	2010

### Uscite non ufficiali
- Up & Down (12") 	  	Not On Label 	2004
- X-Mode Session / House Of House (13 Лет KDK) (2xCD) 	Thunder In My Heart Ag... 	KDK Records 	2005
- Untitled (12", S/Sided) 	  	Not On Label